# Tigran Hamasyan
Tigran Hamasyan (armenisch Տիգրան Համասյան Tigran Hamasjan; * 17. Juli 1987 in Leninakan) ist ein armenischer Jazzpianist.

## Leben und Wirken
Tigran Hamasyan erhielt im Kindesalter klassischen Klavierunterricht und gewann nach dem Umzug seiner Familie 1997 nach Jerewan erste Musik-Wettbewerbe. Beim internationalen Jazzfestival in Jerewan im Jahr 2000 traf er auf Chick Corea und Stéphane Kochoyan. Durch den Festivalorganisator Kochoyan erhielt Hamasyan die Möglichkeit, bei zahlreichen großen Festivals in Frankreich aufzutreten, wo er u. a. mit Pierre Michelot und Daniel Humair Bekanntschaft machte. Der Gewinn des Thelonious Monk Jazz Competition und die Veröffentlichung seines Debütalbums World Passion (2006) verhalfen Hamasyan endgültig zum Durchbruch.
Seit 2009 arbeitet er von New York City aus. Die Quebecer Zeitung Le Devoir wählte sein Album A Fable zu den fünf besten Neuerscheinungen im Jazz des Jahres 2011. Guilhem Flouzat spielte mit ihm das Duo-Album One Way … or Another ein. Stéphane Galland holte ihn 2012 in seine Band Lobi. Mit Arve Henriksen, Jan Bang, Erik Honorè und Robert Jürjendal nahm er den Soundtrack zum Spielfilm Victoria (2013) von Torun Lian auf.
Hamasyan schrieb außerdem die Musik zu dem japanischen Spielfilm They Say Nothing Stays the Same (2019) von Joe Odagiri.

## Auszeichnungen
- 2003: Sieger des Piano-Wettbewerbs beim Montreux Jazz Festival
- 2006: Gewinner des Thelonious Monk Jazz Competition
- 2013: Vilcek Prize for Creative Promise in Contemporary Music[5]
- 2015: Paul Acket Award, North Sea Jazz Festival
- 2016: ECHO Jazz Awards.[6]
- 2021: „Keyboarder international“, „Künstler des Jahres international“ doppelte Auszeichnungen mit dem Deutschen Jazzpreis[7]

## Diskografische Hinweise
- 2006: World Passion
- 2008: New Era (mit François Moutin, Louis Moutin, Vardan Grigoryan)
- 2009: Red Hail / Aratta Rebirth (mit Areni Agbabian, Ben Wendel, Charles Altura, Sam Minaie, Nate Wood)
- 2011: A Fable
- 2013: Shadow Theater (Universal, mit Areni Agbabian, Jean-Marc Phillips Varjabedian, Ben Wendel, Xavier Phillips, Sam Minaie, Chris Tordini, Nate Wood)
- 2015: Mockroot
- 2015: Luys i Luso (ECM)
- 2016: Atmosphères (ECM)
- 2017: An Ancient Observer (Nonesuch Records)
- 2018: For Gyumri (Nonesuch)
- 2019: They Say Nothing Stays the Same (Original Motion Picture Soundtrack) (Seebedon Records)
- 2020: The Call Within (Nonesuch)
- 2022: StandArt (Nonesuch)
- 2024: The Bird of A Thousand Voices (Believe/Soulfood)[8]

## Lexikalischer Eintrag
- Philippe Carles, André Clergeat, Jean-Louis Comolli Le nouveau dictionnaire du jazz, Édition Robert Laffont, Paris 2011, ISBN 978-2-221-11592-3